# Biegi narciarskie na Mistrzostwach Świata w Narciarstwie Klasycznym 2011 – sprint drużynowy techniką klasyczną kobiet
Sprint drużynowy kobiet techniką klasyczną był jedną z konkurencji XXXV Mistrzostw Świata w Narciarstwie Klasycznym; odbył się 2 marca 2011. Tytułu sprzed dwóch lat nie obroniły Finki, które tym razem w składzie: Aino-Kaisa Saarinen i Krista Lähteenmäki zajęły drugie miejsce. Nowymi mistrzyniami świata zostały Szwedki Ida Ingemarsdotter i Charlotte Kalla, a brązowy medal zdobyła reprezentacja Norwegii: Maiken Caspersen Falla oraz Astrid Jacobsen.

## Rezultaty

### Półfinały
| Miejsce | Bieg | Numer | Państwo           | Zawodniczki                            | Czas    | Nota |
| ------- | ---- | ----- | ----------------- | -------------------------------------- | ------- | ---- |
| 1       | 1    | 1     | Słowenia          | Katja Višnar Petra Majdič              | 19:58,6 | Q    |
| 2       | 1    | 2     | Norwegia          | Maiken Caspersen Falla Astrid Jacobsen | 19:59,6 | Q    |
| 3       | 1    | 3     | Szwecja           | Ida Ingemarsdotter Charlotte Kalla     | 20:00,2 | Q    |
| 4       | 1    | 5     | Kanada            | Perianne Jones Daria Gaiazova          | 20:36,9 | q    |
| 5       | 1    | 4     | Japonia           | Masako Ishida Madoka Natsumi           | 20:41,0 | q    |
| 6       | 1    | 7     | Czechy            | Eva Nývltová Ivana Janečková           | 21:08,1 |      |
| 7       | 1    | 6     | Kazachstan        | Oksana Jacka Tatjana Roszczina         | 21:16,9 |      |
| 8       | 1    | 8     | Ukraina           | Zoja Zawiedieiewa Wita Jakymczuk       | 22:45,7 |      |
| 1       | 2    | 9     | Finlandia         | Aino-Kaisa Saarinen Krista Lähteenmäki | 20:04,0 | Q    |
| 2       | 2    | 10    | Włochy            | Arianna Follis Marianna Longa          | 20:04,0 | Q    |
| 3       | 2    | 12    | Stany Zjednoczone | Sadie Maubet Bjornsen Kikkan Randall   | 20:31,9 | Q    |
| 4       | 2    | 11    | Niemcy            | Stefanie Böhler Nicole Fessel          | 20:33,9 | q    |
| 5       | 2    | 13    | Rosja             | Anastasija Docenko Julija Iwanowa      | 20:48,6 | q    |
| 6       | 2    | 14    | Estonia           | Piret Pormeister Triin Ojaste          | 20:55,6 |      |
| 7       | 2    | 16    | Litwa             | Lina Kreivenaitė Ingrida Ardišauskaitė | 22:50,2 |      |
| 8       | 2    | 15    | Wielka Brytania   | Rosamund Musgrave Sarah Young          | 23:31,8 |      |

### Finał
| Miejsce | Numer | Państwo           | Zawodniczki                            | Czas     | Strata |
| ------- | ----- | ----------------- | -------------------------------------- | -------- | ------ |
| 01 !    | 3     | Szwecja           | Ida Ingemarsdotter Charlotte Kalla     | 19:25,0  | —      |
| 02 !    | 9     | Finlandia         | Aino-Kaisa Saarinen Krista Lähteenmäki | 19:28,3  | +3,3   |
| 03 !    | 2     | Norwegia          | Maiken Caspersen Falla Astrid Jacobsen | 19:29.,1 | +4,1   |
| 4       | 10    | Włochy            | Arianna Follis Marianna Longa          | 19:40,1  | +15,1  |
| 5       | 1     | Słowenia          | Katja Višnar Petra Majdič              | 19:43,5  | +18,5  |
| 6       | 5     | Kanada            | Perianne Jones Daria Gaiazova          | 20:11,9  | +46,9  |
| 7       | 11    | Niemcy            | Stefanie Böhler Nicole Fessel          | 20:12,8  | +47,8  |
| 8       | 4     | Japonia           | Masako Ishida Madoka Natsumi           | 20:19,1  | +54,1  |
| 9       | 12    | Stany Zjednoczone | Sadie Maubet Bjornsen Kikkan Randall   | 20:21,5  | +56,5  |
| 10      | 13    | Rosja             | Anastasija Docenko Julija Iwanowa      | 20:23,3  | +58,3  |